# 奥格斯堡大学
奥格斯堡大学（德語：Universität Augsburg）是德国巴伐利亚州第三大城市奥格斯堡的一所公立大学，成立于1970年。

## 歷史沿革
大学可以追溯到1551年，奥格斯堡周边40公里的小镇多瑙河畔迪林根一个针对高级中学毕业生所设立的一个高等学校（Lyzeum），当时主要从事哲学和神学的研究，并在1923正式改名为哲学神学大学。
1970年哲学神学大学被废除，并改组为全新的奥格斯堡大学。大学增加了经济学和社会学，以及教师培训和个人进修部门，并且合并了慕尼黑大学的师范学院。随后的几年时间内也很快开设了天主教神学，法学，哲学，自然科学类，数学，计算机等专业，而成为一所大规模综合大学。
大学一直致力于独立发展，比如开设医学院。但此举受到周边68公里的慕尼黑大学反对。由于两所大学距离十分近，所以只能互补所短。大学新校区位于奥格斯堡的最南部，前身为军用飞机场。1974被批准改造，并在1977年投入使用。1993年大学体育馆建成，拥有先进的跑道和体育设施。1999年7月，新的法律教学楼也竣工。在2006年5月学校决定将食堂后面的一块场地建造计算机系，2009年投入使用。

## 院系设置

### 院系
- 经济学院
- 天主教神学院
- 法学院
- 语言历史学院
- 社会科学学院
- 数学自然科学技术学院
- 应用计算机科学学院
- 医学院

### 研究所
- 材料与环境研究用户中心
- 俄罗斯、中欧、东欧和东南欧研究与合作中心（Forum Ost）
- 跨学科主动体验教育
- 欧洲文化史研究所
- 跨学科计算机科学研究所
- 加拿大研究所
- 哲学研究所
- 西班牙、葡萄牙和拉丁美洲研究所
- 环境科学中心
- 中央教学研究与教学研究所

## 国际合作
- 匹茲堡大學
- 戴頓大學
- University of Osijek（英语：University of Osijek）
- 亞歷山德魯伊萬庫扎大學